# (500305) 2012 QK42
(500305) 2012 QK42 es un asteroide que forma parte del cinturón interior de asteroides, descubierto el 10 de enero de 2011 por el equipo del Spacewatch desde el Observatorio Nacional de Kitt Peak, Arizona, Estados Unidos.

## Designación y nombre
Designado provisionalmente como 2012 QK42.

## Características orbitales
2012 QK42 está situado a una distancia media del Sol de 1,862 ua, pudiendo alejarse hasta 2,057 ua y acercarse hasta 1,667 ua. Su excentricidad es 0,104 y la inclinación orbital 19,06 grados. Emplea 928,305 días en completar una órbita alrededor del Sol.

## Características físicas
La magnitud absoluta de 2012 QK42 es 18,4.